# Rento Takaoka
Rento Takaoka (japonés: 高岡 伶颯, Takaoka Rento, Miyazaki, Japón, 12 de marzo de 2007) es un futbolista japonés que juega como delantero en el Nissho Gakuen High School de la J1 League.

## Trayectoria
Tras comenzar su carrera en Mimata, en la prefectura de Miyazaki, donde nació, con el Mimata SSS, siguió jugando durante su estancia en el Mimata Junior High School y en el Nissho Gakuen High School. En la final de Miyazaki del All Japan High School Soccer Tournament 2023, marcó un hat-trick en la victoria por 6-1 sobre el Miyazaki Nihon University High School.

## Selección nacional
Fue convocado con la sub-17 de Japón en marzo de 2023 para un partido amistoso en Argelia. En junio del mismo año, representó a Japón en la Copa Asiática Sub-17 de la AFC de 2023, marcando un gol contra Australia. Además, en agosto, ganó el premio MVP de la Copa Balcom BMW 2023, celebrada por la Asociación de Fútbol de Japón.
Fue convocado de nuevo para la Copa Mundial de Fútbol Sub-17 de 2023, y en el partido inaugural contra Polonia, su gol en el minuto 76 dio la victoria a Japón por 1-0. Tras marcar un gol más en la derrota por 3-1 de Japón ante Argentina, anotó dos en el triunfo por 2-0 de los nipones sobre Senegal, que les dio la clasificación para octavos de final. Al final, su selección terminó su primer torneo mundial en octavos de final.

## Estadísticas

### Clubes
Actualizado al último partido disputado el 25 de noviembre de 2023.
| Club                            | Div.          | Temporada     | Liga  | Liga  | Liga   | Copas nacionales | Copas nacionales | Copas nacionales | Copas internacionales | Copas internacionales | Copas internacionales | Total | Total | Total  |
| Club                            | Div.          | Temporada     | Part. | Goles | Asist. | Part.            | Goles            | Asist.           | Part.                 | Goles                 | Asist.                | Part. | Goles | Asist. |
| ------------------------------- | ------------- | ------------- | ----- | ----- | ------ | ---------------- | ---------------- | ---------------- | --------------------- | --------------------- | --------------------- | ----- | ----- | ------ |
| Nissho Gakuen High School Japón | 1.ª           | 2024          | 0     | 0     | 0      | 0                | 0                | 0                | ―                     | ―                     | ―                     | 0     | 0     | 0      |
| Nissho Gakuen High School Japón | Total club    | Total club    | 0     | 0     | 0      | 0                | 0                | 0                | 0                     | 0                     | 0                     | 0     | 0     | 0      |
| Total carrera                   | Total carrera | Total carrera | 0     | 0     | 0      | 0                | 0                | 0                | 0                     | 0                     | 0                     | 0     | 0     | 0      |